# Ponometia conocharodes
Ponometia conocharodes är en fjärilsart som beskrevs av George Francis Hampson 1910. Ponometia conocharodes ingår i släktet Ponometia och familjen nattflyn. Inga underarter finns listade i Catalogue of Life.